# 不可约多项式
在數學裡，不可約多項式（英語：Irreducible polynomial，或稱質式，對應到自然數中的質數）是指不可被分解成兩個非常數多项式之乘積的非常数多項式。不可約的性質取決於係數所屬於的域或環。例如，多項式{\displaystyle x^{2}-2}在係數1與-2被認為是整數時是不可約的，而在這些係數被認為是實數時可分解成{\displaystyle (x-{\sqrt {2}})(x+{\sqrt {2}})}。亦即，「多項式{\displaystyle x^{2}-2}在整數上不可約，但在實數上不是不可約。」
不是不可約的多項式有時會被稱為可約。不過，「可約」這一詞可能被會用來指其他的概念，須小心使用。
不可約多項式於多項式分解與代數體擴張裡都會自然地出現。
將不可約多項式與質數相比會很有幫助：質數（與具相同大小之對應負數）為不可約的整數。質數具有的許多「不可約」這個概念之一般性質，同樣可適用於不可約多項式之上，如質數或不可約因式的唯一分解。

## 定義
設F為一個體，一非常數多項式在F上不可約，若其係數屬於F，且無法分解成兩個係數為F之非常數多項式的乘積。
具整數係數（或更一般地，具唯一分解整環R內之係數）的多項式被稱為在R上不可約，若該多項式為多項式環（在唯一分解整環上的多項式環也是一唯一分解整環）內的不可約元素，亦即該多項式不可逆、非零，且無法分解成兩個係數在R內的不可逆多項式之乘積。另一個常用定義為，一多項式「在R上不可約」，若該多項式在R的分式環（若R為整數，即為一有理數體）上不可約。兩種定義擴展了係數於一個體內之情形所給定的定義，所以在此情形下，非常數多項式係指不可逆且非零之多項式。

## 簡單的例子
以下6個多項式給出了不可約的一些基本性質，以及其不可約多項式：
{\displaystyle p_{1}(x)=x^{2}+4x+4\,={(x+2)(x+2)}},
{\displaystyle p_{2}(x)=x^{2}-4\,={(x-2)(x+2)}},
{\displaystyle p_{3}(x)=9x^{2}-3\,=3(3x^{2}-1)\,=3(x{\sqrt {3}}-1)(x{\sqrt {3}}+1)},
{\displaystyle p_{4}(x)=x^{2}-{\frac {4}{9}}\,=\left(x-{\frac {2}{3}}\right)\left(x+{\frac {2}{3}}\right)},
{\displaystyle p_{5}(x)=x^{2}-2\,=(x-{\sqrt {2}})(x+{\sqrt {2}})},
{\displaystyle p_{6}(x)=x^{2}+1\,={(x-i)(x+i)}}.
在整數環{\displaystyle \mathbb {Z} }上，前三個多項式是可約的（第3個也是可約的，因為因式3在整數裡不可逆），最後兩個多項式則不可約。（第4個多項式則不是個在整數上的多項式。）
在有理數體{\displaystyle \mathbb {Q} }上，前兩個及第四個多項式是可約的，但其他三個多項式則不可約（作為在有理數上之多項式，3是個單位，因此無法視為一個因式。）
在實數體{\displaystyle \mathbb {R} }上，前五個多項式都是可約的，但第六個多項式仍為不可約。
在複數體{\displaystyle \mathbb {C} }上，所有六個多項式均是可約的。

## 在複數上
在複數體（或更一般地，在代數閉體）上，一單變量多項式為不可約，若且唯若該多項式的階為1。此即複數體中的代數基本定理（或更一般地，在代數閉體中）。
可知，每個非常數單變量多項式都可被分解為
{\displaystyle a(x-z_{1})\cdots (x-z_{n})}
其中n為該多項式的階，a為該多項式的首項係數，且{\displaystyle z_{1},\dots ,z_{n}}為該多項式的根（根有可能會相同）。
對多元多項式而言，各階多項式在複數上都存在著不可約多項式。例如，定義了費馬曲線的多項式
{\displaystyle x^{n}+y^{n}-1,}
對每個正整數n而言，均為不可約。

## 在實數上
在實數體上，不可約單變量多項式的階不是1，就是2。更精確地說，不可約多項式為一階多項式，以及具負判別式{\displaystyle b^{2}-4ac}。之二次多項式{\displaystyle ax^{2}+bx+c}。可知，每個非常數單變量多項式均可被分解成至少二階之多項式的乘積。例如，{\displaystyle x^{4}+1}在實數上分解為{\displaystyle (x^{2}+{\sqrt {2}}x+1)(x^{2}-{\sqrt {2}}x+1),}，且無法再進一步分解下去，因為兩個因式的判別式均為負值：{\displaystyle (\pm {\sqrt {2}})^{2}-4=-2<0}。

## 唯一分解性質
在體F上的每個多項式均可被分解成一非零常數與有限多個（在F上的）不可約多項式之乘積。此一分解除了因式的排序不同，及可被乘上任意個1之外，是唯一的。
在唯一分解整環上，同樣的定理亦會成立，但可利用原始多項式的概念更精確地形式化。原始多項式是一個在唯一分解整環上的多項式，會使得1為其係數之最大公因數。
設F為唯一分解整環。在F上的非常數不可約多項式會是個原始多項式。在F上的原始多項式在F上不可約，若且唯若該多項式在F的分式環上不可約。每個在F上的多項式均可分解成一非零常數與有限多個非常數不可約原始多項式的乘積。該非零常數自身可分解成F內單位元與有限多個不可約元素的乘積。上述兩種分解除了因式的排序不同，及可被乘上任意個單位元之外，均是唯一的。
此一定理使得「在唯一分解整環上的不可約多項式」之定義，通常會假設該多須式必須為非常數多項式。
所有目前已實現用來分解在整數上與在有理數上之多項式的演算法都會用到此一結論（見因式分解）。

## 在整數上
在整數{\displaystyle \mathbb {Z} }上之多項式的不可約性與在體{\displaystyle \mathbb {Z} /p\mathbb {Z} }（{\displaystyle \mathbb {F} _{p}}，其中p為質數）上的不可約性相關連。尤其是，若在整數上的單變量多項式f在某些質數p無法整除f的首項係數之{\displaystyle \mathbb {F} _{p}}上為不可約，則f在整數上為不可約。艾森斯坦判別法是此一性質的變體，亦涉及在{\displaystyle p^{2}}上的不可約性。
不過，反之不一定成立：在整數上不可約的隨意多階多項式均有可能在每個有限體上是可約的。其中一個簡單的例子為{\displaystyle x^{4}+1}。
在整數上與在模p上的不可約性之間有著比上述結論更為深切的關係：迄止為止，所有實現用於在整數上與在有理數上之分解與不可約性的演算法，都會使用在有限體上的分解作為其子程序。

## 演算法
多項式的唯一分解性質並不意味著給定一個多項式，總是可以計算出其分解。一個多項式的不可約性也不一定總是可藉由直接計算來證明：存在體，
沒有演算法能用來判斷其中隨意多項式的不可約性。
用來分解多項式與判斷其不可約性的演算法，於在整數上、在有理數上、在有限體上，以及在這些體之有限生成體擴張上的多項式之中，都已被找到，並已實作於電腦代數系統裡。

## 體擴張
不可約多項式與代數體擴張之間密切相關，如下所述。
令x為體K的擴張L內之一元素。該元素被稱為「代數」的，若該元素是係數屬於K之多項式的根。在其根包括x之多項式中，會有且僅會有一個最小階的首一多項式，稱之為x的最小多項式。L內之代數元素x的最小多項式為不可約，且是以x為其根的唯一一個首一不可約多項式。x的最小多項式會整除每個其根包含x的多項式（阿貝爾不可約定理）。
相對地，若{\displaystyle P(X)\in K[X]}是在體K上的一單變量多項式，且令{\displaystyle L=K[X]/P(X)}為多項式環K[X]除以由P產生之理想所形成之商環，則L是個體，若且唯若P在K上為不可約。在此情形下，若x是X於L內的值，則x的最小多項式為P除以其首項係數之商。
複數的標準定義{\displaystyle \mathbb {C} =\mathbb {R} [X]/(X^{2}+1)}即為一例。
若一多項式P在K上有個大於1階之不可約因式Q，上述代數擴張之建構可適用於Q，以得到一個比P在K內有更多根的擴張。重復此一建構，最終會得到能將P分解成線性因式的體。該體在體同態的意義下是唯一的，且稱之為P的分裂體。

## 在整環上
令R為一整環。R內非零，亦非單位元之一元素f被稱為不可約，若不存在非單位元之元素g與h，使得f = gh。可證明，每個質元素均為不可約；反之不一定成立，但在唯一分解整環內為真。在一體F（或任一唯一分解整環）上之多項式環F[x]亦為唯一分解整環。以此類推，若R為唯一分解整環，可知在環R上具n個未變數的多項式環也會是唯一分解整環。

## 另見
- 高斯引理 (多項式)
- 有理數根定理，尋找一個多項式是否具有有理數係數之線性因式的方法。
- 艾森斯坦判別法
- 佩龍方法
- 希爾伯特不可約定理
- 科恩不可約準則
- 拓撲空間的不可約成分
- 有限體上多項式之分解
- 四次函數#分解成二次函數求解
- 三次函數#因式分解
- 不可約情形，具三個實根的不可約三次多項式
- 二次方程#二次因式分解

## 註記
1. ↑  Gallian 2012，第311頁
2. ↑  Mac Lane & Birkhoff 1999，第268頁該書沒有明確定義「可約」，但使用在許多地方。例如，「目前只提到，任一可約二次或三次多項式必定有一個線性因式。」
3. ↑  David Dummit; Richard Foote. . . John Wiley & Sons, Inc. 2004: 309. ISBN 0-471-43334-9.
4. ↑  Fröhlich, A.; Shepherson, J. C., , Mathematische Zeitschrift, 1955, 62 (1), ISSN 0025-5874, doi:10.1007/BF01180640
5. ↑  Hungerford 1980，Theorem III.3.4(iii)

## 外部連結
- 埃里克·韦斯坦因. . MathWorld.
- Irreducible Polynomial at PlanetMath.
- Information on Primitive and Irreducible Polynomials, The (Combinatorial) Object Server.